# Jacob Pinkerfeld

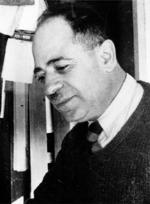
Jacob Pinkerfield

Jacob Pinkerfeld (* 3. Januar 1897 in Lemberg; † 23. September 1956 in Ramat Rachel) war ein israelischer Architekt.
Pinkerfeld schloss sich bereits in jungen Jahren der zionistischen Bewegung an und gehörte zu den Gründungsmitgliedern des Schomer ha-Tzair in Galizien. Er kam erstmals 1920 nach Palästina und beteiligte sich an der Trockenlegung von Sumpfgebieten. Krankheitsbedingt kehrte er jedoch zunächst nach Europa zurück und schloss sein Studium als Architekt ab. Er nahm an den archäologischen Ausgrabungen von Bet Alpha 1929 und Ezion-Geber 1938 teil. Im neu errichteten Israel Department of Antiquities war er Leiter der Abteilung für die Bewahrung von Bauwerken. Schwerpunkt seiner Forschungen waren Synagogenbauten in Israel und Italien, eine Publikation zu nordafrikanischen Synagogen war in Vorbereitung. Pinkerfeld starb, als während eines Ausfluges der 12. archäologischen Tagung in Israel im September 1956 jordanische Truppen das Feuer auf Ramat Rachel eröffneten, zusammen mit drei weiteren Teilnehmern der Konferenz.